# Käbbo
Käbbo är en by i Harbo socken, Heby kommun.
Byn omtalas första gången i markgäldsförteckningen 1312, som upptar tre bönder i byn. I årliga räntan 1541 upptas två mantal skatte, vilket sedan förblir jordetalet under byns hela tillvaro. Från mitten av 1600-talet delas de båda mantalen i fyra gårdar. Under 1700-talet fanns två bönder på ena mantalet och fyra på det andra. Byn har två bevarade mangårdsbyggnader från 1700-talet.
Mantalslängden 1940 upptar 62 personer boende i Käbbo, 1981 fanns 34 personer kvar i byn.
På Käbbo ägor finns torpen Lisslebo och Hagen från 1600-talet, Råbo och Skogsvik (tidigare kallat Bottenhagen) från 1700-talen, samt Liljansdal, Granlunda, Solvik och Skogshyddan, dessutom soldattorpet för rote 339 vid Västmanlands regemente.